# Etxauri
Etxauri (oficialment, en castellà Echauri) és un municipi de Navarra, a la comarca de Cuenca de Pamplona, dins la merindad de Pamplona. Limita al nord amb Oltza, al sud amb Ziritza i Zabaltza, a l'est amb Zizur Zendea i a l'oest amb Goñi i Gesalatz

## Topònim
Generalment s'ha considerat que el topònim prové del basc i està compost per etxa (variant de etxe, casa) i uri (vila o poble en euskera); significant per tant poble de les cases. Filòlegs com Julio Caro Baroja o Ricardo Ciérbide van donar aquesta explicació a aquest topònim. Mikel Belasko en la seva obra Diccionari etimològic dels noms dels pobles, viles i ciutats de Navarra alerta que aquesta explicació presenta un important inconvenient, ja que uri o uli és un terme comú de la toponímia a Biscaia, Àlaba i La Rioja, on es parla o es va parlar el dialecte occidental de l'euskera, però és gairebé inexistent a Navarra, on solament es dona aquest cas i altre en la Vall de Lana en la frontera amb Àlaba (Ulibarri). La paraula equivalent a uri en els dialectes navarresos de l'euskera és hiri. Per això Belasko considera que el topònim pot tenir altre origen diferent al que sembla evident.
Tradicionalment el topònim s'ha escrit Echauri, però des de 1992 l'únic nom oficial és Etxauri, adaptació del nom tradicional a l'ortografia moderna de la llengua basca. El gentilici prové de l'euskera i és echauriarra o etxauriarra, depenent de si s'escriu amb ortografia castellana o basca.

## Demografia
| Evolució Demogràfica                               | Evolució Demogràfica | Evolució Demogràfica | Evolució Demogràfica | Evolució Demogràfica | Evolució Demogràfica | Evolució Demogràfica | Evolució Demogràfica | Evolució Demogràfica | Evolució Demogràfica | Evolució Demogràfica |
| 1996                                               | 1998                 | 1999                 | 2000                 | 2001                 | 2002                 | 2003                 | 2004                 | 2005                 | 2006                 | 2007                 |
| -------------------------------------------------- | -------------------- | -------------------- | -------------------- | -------------------- | -------------------- | -------------------- | -------------------- | -------------------- | -------------------- | -------------------- |
| 383                                                | 375                  | 413                  | 414                  | 423                  | 424                  | 452                  | 460                  | 486                  | 493                  | 509                  |
| Fonts: Etxauri i Institut d'Estadística de Navarra |                      |                      |                      |                      |                      |                      |                      |                      |                      |                      |

## Història
S'han trobat algunes petjades de diverses cultures prehistoricas. El document escrit més antic data de l'any 1055-1069 i en ell apareix el nom d'"Etxauri". Fou residència del rei en l'edat mitjana i la catedral de Pamplona tenia algunes pertinences allí. Va estar en mans de la noblesa, fins que amb la reforma administrativa de 1846, el poble, que al costat d'altres nou pobles formaven la vall d'Etxauribar, li fou concedit un ajuntament.